# 1938–1939-es magyar jégkorongbajnokság
A 3. első osztályú jégkorong bajnokságban három csapat indult el. A mérkőzéseket 1938. december 13. és 1939. január 21. között rendezték meg a Városligeti Műjégpályán.
A szezon nagy szenzációval kezdődött, ugyanis Hircsák István a Ferencváros korábbi hálóőre hirtelen elhatározással a BKE-hez igazolt át, mivel ott több lehetősége nyílt erős külföldi csapatok ellen játszani. Az FTC a hír hallatán el se akart indulni a bajnokságban, hiszen így a csapat kapus nélkül maradt. Végül Kneusel Emil, korábbi gyeplabda kapus húzta ki a Fradit a bajból. A csapat újdonsült kapusa olyannyira megkedvelte a jeget, hogy még 25 éven át védett az első osztályban.
A bajnokságot a Budapesti Korcsolyázó Egylet csapata nyerte meg.

## OB I. 1938–1939
|    | Csapat          | M | GY | D | V | GK  | Pont |
| -- | --------------- | - | -- | - | - | --- | ---- |
| 1. | BKE             | 4 | 3  | 0 | 1 | 9–4 | 6    |
| 2. | BBTE            | 4 | 3  | 0 | 1 | 7–4 | 6    |
| 3. | Ferencvárosi TC | 4 | 0  | 0 | 4 | 1–9 | 0    |

## A bajnokság végeredménye
1. Budapesti Korcsolyázó Egylet

2. Budapesti Budai Torna Egylet

3. Ferencvárosi TC

## A BKE I. bajnokcsapata
Bán József, Békesi Pál, Hircsák István, Gosztonyi-Goszleth Béla, Hüvös István, Jeney Zoltán, Lónyai Róbert, Margó György, Miklós Sándor, Róna László